# Географски детерминизам
Географски детерминизам (лат. determinare - одредити) је концепција која признаје међусобне односе и везе између природних и друштвених појава у географској средини. По том схватању ниједна појава се не може посматрати само са једног аспекта, него су за њен развој заслужни подједанко фактори природе (клима, рељеф, воде) и фактори друштва. Географски детерминизам је у супротности са индетерминизмом, а често се погрешно поистовећује се вулгарним географизмом. Заговорници овог прваца у географској науци били су Карл Ритер и Фридрих Рацел.